# Кекова, Светлана Васильевна
Светла́на Васи́льевна Ке́кова (род. 21 апреля 1951, Александровск-Сахалинский, Сахалинская область) — русский поэт и филолог, заболоцковед.

## Биография
Кекова (Кондрашина) родилась в семье военнослужащего. В детстве и юности жила в Тамбове, где окончила среднюю школу № 35. Высшее образование получила на филологическом факультете Саратовского государственного университета (1973). Защитила кандидатскую, посвящённую поэтическому языку Николая Заболоцкого (1987) и докторскую («Метаморфозы христианского кода в поэзии Н. Заболоцкого и А. Тарковского», 2009) диссертации. Преподавала на филологическом факультете Саратовского университета (1975—1988), в Саратовском педагогическом институте (с 1988), в Саратовском социально-экономическом университете (с 2008). Сейчас работает в Саратовской государственной консерватории им. Л. В. Собинова на кафедре гуманитарных дисциплин.
В начале 1980-х входила в метагруппу саратовских поэтов «Кокон» (Б. Борухов, Н. Кононов, С. Надеев, А. Пчелинцев). Публиковалась в самиздатских журналах Ленинграда («Часы», «Обводный канал») и Саратова («Контрапункт»), с 1989 г. — в официальной периодике. Стихи К. переведены на все европейские языки. Участвовала во многих международных поэтических фестивалях: «Международная Поэзия» — Роттердам, 1998 (Голландия); Международный фестиваль поэзии «Diversi Racconti» — Салерно, 2001 (Италия); Международный конгресс поэтов — Санкт-Петербург, 1999, 2001, 2003, 2005; Московский международный фестиваль «Биеннале поэтов в Москве»; Международный фестиваль поэзии — Лондон, 2002 (Великобритания); Фестиваль русской литературы на Франкфуртской международной книжной ярмарке — 2003 (Германия); «Киевские лавры» — 2006 (Украина); фестиваль поэзии в Новосибирске — 2008; Чичибабинские чтения — Харьков (Украина), 2007, 2009—2011; фестиваль «Берега» — Владивосток (2010); Литературные вечера «Этим летом в Иркутске» — Иркутск (2012) и др.
Светлана Кекова лауреат премий журнала «Знамя» (1995); журнала «Новый мир» (2003), малой премии им. Аполлона Григорьева (1999); Большой премии Московского международного фестиваля «Биеннале поэтов» «Москва — Транзит» (2001); премии имени Арсения и Андрея Тарковских (Киев, 2009); премия журнала «Новый мир» «ANTOLOGIA» (2013). В 2014 году Светлана Кекова награждена Новой Пушкинской премией и премией «Московский счёт», а в 2023 году — Патриаршей литературной премией.
Автор трёх литературоведческих книг, а также ряда статей, посвящённых творчеству поэтов-обэриутов, Н. А. Заболоцкого, А. А. Тарковского, В. Ф. Ходасевича, В. В. Набокова, Ф. М. Достоевского, философов Ф. А. Степуна и С. Л. Франка и др.
Член Союза российских писателей. Живёт в Саратове.